# Strongylognathus italicus
Strongylognathus italicus é uma espécie de insecto da família Formicidae.
É endémica de Itália.